# Arthur Schurig (Philologe)
Arthur Schurig (* 24. April 1870 in Dresden; † 16. November 1929 ebenda) war ein deutscher Philologe, Archäologe, Schriftsteller und Übersetzer vor allem französischer Autoren.

## Leben

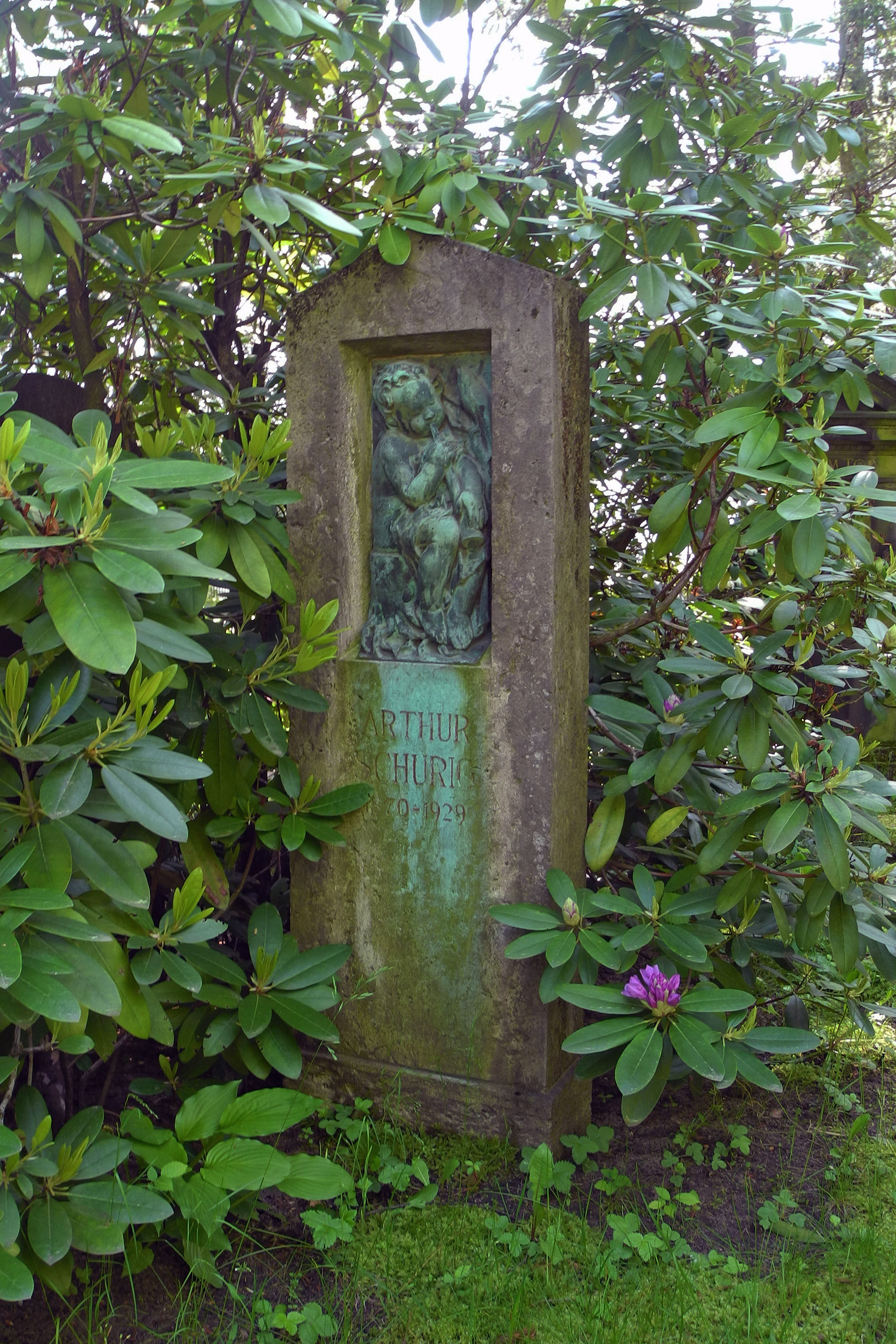
Schurig-Grabstätte auf dem Urnenhain in Dresden-Tolkewitz

Schurig war von 1890 bis 1906 und erneut von 1914 bis 1918 Offizier. Von 1906 bis 1910 studierte er in Grenoble, Berlin und Leipzig Literaturgeschichte und wurde 1910 zum Thema Der junge Heinse und seine Entwicklung bis 1774 promoviert. Als Übersetzer übertrug er vor allem die Werke von Stendhal, Flaubert und Mérimée. Er gab Leopold Mozarts Reisebeschreibungen und Constanze Mozarts Briefe heraus und schrieb eine umfassende Mozart-Biografie. Er stand mit dem Schriftsteller Herbert Eulenberg in Briefkontakt. Zuletzt lebte Schurig in Dresden, wo er auf dem Tolkewitzer Urnenhain auch beigesetzt ist.

## Werke (Auswahl)

### Eigene Werke
- Der junge Heinse. Georg Müller, München und Leipzig 1912
- Wolfgang Amadeus Mozart. Sein Leben und sein Werk (2 Bde.). Insel-Verlag, Leipzig 1913
- Tagore. Seine Persönlichkeit, seine Werke, seine Weltanschauung. C. Reissner, Dresden 1921
- Francisco Pizarro der Eroberer von Peru. Nach den alten Quellen. C. Reissner, Dresden 1922
- Der Roman von Tristan und Isolde in der bretonischen Urgestalt. Paul Aretz Verlag, Dresden 1923

### Übersetzungen
- Wilhelm Weigand (Hrsg.): Der Hof Ludwigs XIV. Nach den Denkwürdigkeiten des Herzogs von Saint-Simon. Insel Verlag, Leipzig 1913
- Stendhal (Henri Beyle): Römerinnen. Zwei Novellen. Insel Verlag, Leipzig 1913 (Insel-Bücherei 65)
- Stendhal: Gesammelte Werke. (8 Bde., zusammen mit Otto von Taube [2 Bde.]). Insel Verlag, Leipzig 1922–1932

### Herausgeberische Tätigkeit
- Das galante Preußen gegen das Ende des 18. Jahrhunderts. Eine Sammlung kulturgeschichtlich wertvoller Teile aus selten gewordenen Pamphleten und Satiren. Ausgewählt,  sowie mit Anm., Einl. und Bibliographie versehen, Verlags-Gesellschaft, Berlin u. a. 1910 (Sammlung kulturgeschichtlicher Publikationen).
- Seltsame Liebesleute. Eine deutsche Amitié amoureuse. G. Müller, München und Berlin 1914
- Carl von Clausewitz: Grundgedanken über Krieg und Kriegführung. Insel Verlag, Leipzig 1915 (Insel-Bücherei 169)
- Leopold Mozart. Reise-Aufzeichnungen 1763-1771. Oscar Laube Verlag, Dresden 1920
- Constanze Mozart. Briefe, Aufzeichnungen, Dokumente. 1782-1842. Opal Verlag, Dresden 1922